# 3960 Chaliubieju
3960 Chaliubieju (1955 BG) là một tiểu hành tinh vành đai chính.